# Christian Metz
Christian Metz (Béziers, 12 de diciembre de 1931 - París, 7 de septiembre de 1993) fue un semiólogo, sociólogo y teórico cinematográfico francés, reconocido por haber aplicado las teorías de Ferdinand de Saussure al análisis del lenguaje del cine, así como el concepto lacaniano del estadio del espejo y otros provenientes del psicoanálisis. Fue profesor de la École des hautes études en sciences sociales. Se suicidó en 1993.

## Obra
- Essai sur la signification au cinéma I (1968)
- Langage et cinéma (1971)
- Essai sur la signification au cinéma II (1973)
- Le signifiant imaginaire, psychanalyse et cinéma (1977)
- Essais sémiotiques (1977)
- L'énonciation impersonnelle, ou le site du film (1991)